# NGC 7684
NGC 7684 este o liner situată în constelația Peștii. A fost descoperită în 5 octombrie 1863 de către Albert Marth. Se află la o distanță de 73 de megaparseci de Pământ.